# 香港倒後鏡
《香港倒後鏡》（英語：Passing Faces of Hong Kong）是無綫電視製作的資訊教育節目，共有兩輯，於1988年至1990年播出，監製黎文卓。第一輯主持廖偉雄、顧樂儀，第二輯主持夏雨、黎海珊。節目內容以輕鬆的手法回顧香港開埠以來的歷史及掌故。第一輯以香港舊事物為主題，第二輯是以香港十九區（1994年前油尖旺區分為油尖區和旺角區）的歷史典故為題。